# بازی (ترانه جنیفر لوپز)
«بازی» (به انگلیسی: Play) تک‌آهنگی از هنرمند اهل ایالات متحده آمریکا جنیفر لوپز است که در ۱۷ آوریل ۲۰۰۱ منتشر شد.
این تک‌آهنگ در چارت‌های ، ایتالیا، والونیا، نیوزلند جزو ده ترانه اول قرار گرفت.